# 四畳半襖の下張事件
四畳半襖の下張事件（よじょうはんふすまのしたばりじけん）とは、性的描写のある文学作品を雑誌に掲載したことによりわいせつ文書販売の罪が問われた刑事事件。わいせつの概念が問題となった。

## 概要
月刊誌『面白半分』の編集長をしていた作家野坂昭如は、永井荷風の作とされる戯作『四畳半襖の下張』を同誌1972年7月号に掲載した。これについて、刑法175条のわいせつ文書販売の罪に当たるとされ、同年8月21日に野坂と同誌の社長・佐藤嘉尚が書類送検され、後に起訴された。
被告人側は丸谷才一を特別弁護人に選任したほか、証人として著名作家（五木寛之、井上ひさし、吉行淳之介、開高健、有吉佐和子ら）を次々と申請してマスコミの話題を集めた。
判決は第一審、第二審とも有罪（野坂に罰金10万円、社長に罰金15万円）。被告人側は上告したが、最高裁判所第二小法廷はこれを棄却した（1980年（昭和55年）11月28日第二小法廷判決）。

## 最高裁判決
上告を棄却した第二小法廷は、チャタレー事件判決を踏襲する形で、そのわいせつ性の判断について下記のように判示した。

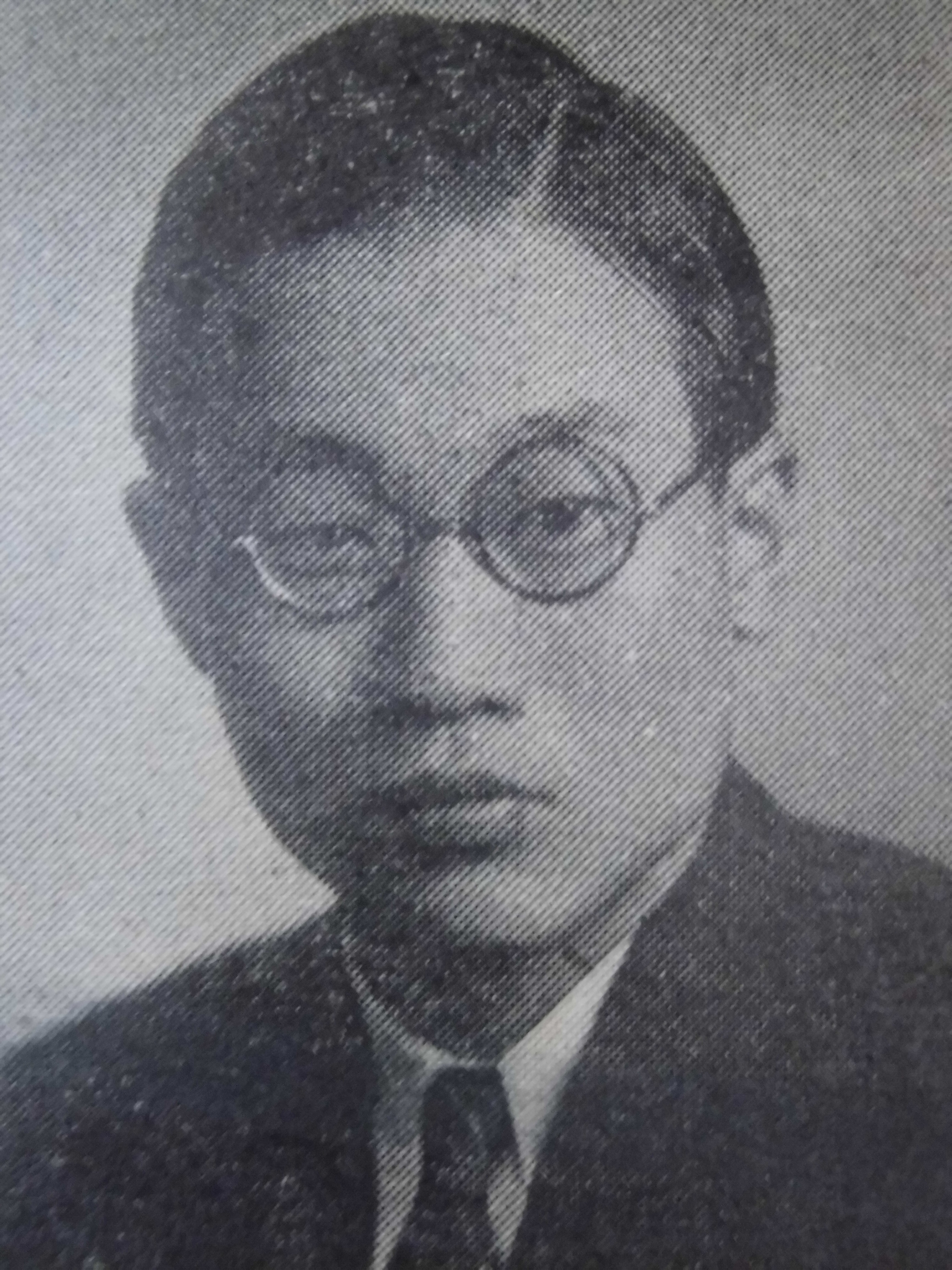
裁判長・栗本一夫

「文書のわいせつ性の判断にあたつては、当該文書の性に関する露骨で詳細な描写叙述の程度とその手法、右描写叙述の文書全体に占める比重、文書に表現された思想等と右描写叙述との関連性、文書の構成や展開、さらには芸術性・思想性等による性的刺激の緩和の程度、これらの観点から該文書を全体としてみたときに、主として、読者の好色的興味にうつたえるものと認められるか否かなどの諸点を検討することが必要であり、これらの事情を総合し、その時代の健全な社会通念に照らして、それが「徒らに性欲を興奮又は刺激せしめ、かつ、普通人の正常な性的羞恥心を害し、善良な性的道義観念に反するもの」（前掲最高裁昭和三二年三月一三日大法廷判決〔チャタレー事件判決〕参照）といえるか否かを決すべきである。」

## 判例の意義
本判決は、チャタレー事件、悪徳の栄え事件以来続いてきたわいせつの判断を、大法廷に回付することなく従来の枠組みの中で再構築したものである。
わいせつの条件として、チャタレー事件判決は、
1. 徒らに性欲を興奮又は刺戟せしめ、
2. 且つ普通人の正常な性的羞恥心を害し
3. 善良な性的道義観念に反するものをいう

という3条件を示した。それに加え、本判決では、
1. 当該文書の性に関する露骨で詳細な描写叙述の程度とその手法
2. 右描写叙述の文書全体に占める比重
3. 文書に表現された思想等と右描写叙述との関連性
4. 文書の構成や展開
5. 芸術性・思想性等による性的刺激の緩和の程度、
6. これらの観点から該文書を全体としてみたときに、主として、読者の好色的興味にうつたえるものと認められるか否か

を総合して決めるべきであるとした。そして、結論としては今回の件はわいせつ文書に当たるとしたのである。

## 逸話
当時最高裁調査官としてこの事件を担当した木谷明によると、当時大阪空港訴訟が行き詰まっており大法廷に回すことができない状況だったという。